# Fernando Escartín
Fernando Escartín Coti (Biescas, Huesca; 24 de enero de 1968) es un ex ciclista profesional español, que destacó como un gran escalador durante los años 1990 gracias a sus grandes actuaciones en la Vuelta a España y, especialmente, en el Tour de Francia, donde llegó a subir al podio en la edición de 1999.

## Biografía
En sus once años como profesional militó en tres equipos, el CLAS-Cajastur, que fue evolucionando hasta ser el Mapei, el Kelme-Costa Blanca, donde llegó a ser el jefe de filas y donde cosechó sus grandes éxitos como corredor profesional, y el Team Coast, su último equipo hasta su retirada. En sus inicios como corredor fue gregario de Tony Rominger en el Clas-Cajastur.
Fernando Escartín, un ciclista puramente escalador (1,75 m y 61 kg), se puede decir que todo lo que ganaba en montaña lo perdía en contrarreloj ya que no fue un gran contrarelojista aunque mejoró en los últimos años de su carrera deportiva consiguiendo resultados más que aceptables. Su estilo de escalador era inconfundible, siempre dando aspecto de sufridor y tirando siempre de "riñonada". Le costaba mucho rematar las etapas, y es paradójico que siendo uno de los mejores escaladores de la época, apenas cuenta con victorias en su palmarés. El ciclista fue de los más queridos de la afición.
Sus mayores triunfos como ciclista profesional fueron en la temporada de 1999 en la que consiguió dos de sus principales objetivos: estar en el podio de la carrera más importante del momento, el Tour de Francia, y ganar la etapa reina de la carrera francesa de ese mismo año con final en la estación de esquí de Piau Engaly. Además, fue su primera victoria de etapa en una carrera de tres semanas imponiéndose al mismo Armstrong. A Fernando Escartín debería otorgársele el mérito de haber ganado el Tour de Francia de 1999, ya que tanto el primer clasificado, Lance Armstrong, como el segundo, Alex Zülle, que procedía del equipo ciclista Festina, que dio origen al Caso Festina, de dopaje por EPO de todo el equipo, años después se demostró que corrieron el Tour dopados, y fueron posteriormente descalificados por ello. Escartín fue el único ciclista que corrió supuestamente limpio, y subió al podio, ocupando el tercer puesto. Sin embargo nunca reclamó personalmente el primer lugar que le debería corresponder en el podio de ese año.
También cabe destacar que en la Vuelta a España logró dos segundos puestos (1997 y 1998) y partía como uno de los favoritos en la edición del 1999. Una desgraciada caída descendiendo el Puerto del Cordal bajo una intensa lluvia le obligó a abandonar en esa edición. 
Como triunfos totales logró la general de la Vuelta a los Valles Mineros en 1995 y la Volta a Cataluña de 1998. Como triunfos parciales ha logrado etapas en la Vuelta a Galicia, Vuelta a Aragón, Vuelta a los Puertos, Vuelta a Asturias y en el Tour de Francia.
El 29 de octubre de 2002, Fernando anunció su retirada profesional en un escueto comunicado.
Tiempo después de su retirada, se embarcó en un proyecto interesante de ascender al Aconcagua con otros deportistas de élite de distintas disciplinas y junto al montañero Juanito Oiarzabal.
Desde noviembre de 2013, Fernando Escartín forma parte de la Dirección Técnica de la Vuelta a España.

## Palmarés
| 1993 - Gran Premio de Náquera - 3.º en el Campeonato de España en Ruta 1994 - Vuelta a los Puertos 1995 - Vuelta a los Valles Mineros - Vuelta a Aragón, más 1 etapa - Clásica de Sabiñánigo 1996 - Vuelta a los Puertos - 3.º en el Campeonato de España en Ruta 1997 - 1 etapa de la Vuelta a Asturias - Volta a Cataluña, más 1 etapa - 2.º en la Vuelta a España | 1998 - 1 etapa de la Vuelta a Aragón - 1 etapa de la Volta a Cataluña - 2.º en la Vuelta a España 1999 - 2 etapas de la Vuelta a Asturias - 2 etapas de la Bicicleta Vasca - 3.º en el Tour de Francia, más 1 etapa 2001 - 3.º en el Campeonato de Zúrich |

## Resultados

### Grandes Vueltas
| Carrera | Carrera         | 1990 | 1991 | 1992 | 1993 | 1994 | 1995 | 1996 | 1997 | 1998 | 1999 | 2000 | 2001 | 2002 |
| ------- | --------------- | ---- | ---- | ---- | ---- | ---- | ---- | ---- | ---- | ---- | ---- | ---- | ---- | ---- |
|         | Giro de Italia  | —    | 67.º | —    | —    | —    | —    | —    | —    | —    | —    | —    | —    | 8.º  |
|         | Tour de Francia | —    | —    | 45.º | 30.º | 12.º | 7.º  | 8.º  | 5.º  | Ab.  | 3.º  | 8.º  | —    | —    |
|         | Vuelta a España | —    | —    | —    | 10.º | 9.º  | —    | 10.º | 2.º  | 2.º  | Ab.  | 7.º  | 10.º | Ab.  |

-: no participa

Ab.: abandono

### Vueltas menores
| Carrera | Carrera              | 1990 | 1991 | 1992 | 1993 | 1994 | 1995 | 1996 | 1997 | 1998 | 1999 | 2000 | 2001 | 2002 |
| ------- | -------------------- | ---- | ---- | ---- | ---- | ---- | ---- | ---- | ---- | ---- | ---- | ---- | ---- | ---- |
|         | París-Niza           | —    | —    | 42.º | 16.º | 29.º | 19.º | —    | 22.º | —    | —    | —    | —    | 19.º |
|         | Volta a Cataluña     | —    | —    | —    | 19.º | 2.º  | —    | —    | 1.º  | 3.º  | 7.º  | 7.º  | 3.º  | 5.º  |
|         | Tirreno-Adriático    | —    | 30.º | —    | —    | —    | —    | —    | —    | —    | —    | —    | —    | —    |
|         | Vuelta al País Vasco | —    | —    | 55.º | 12.º | 8.º  | 6.º  | —    | —    | 30.º | —    | —    | 77.º | 12.º |
|         | Tour de Romandía     | —    | —    | —    | —    | —    | —    | —    | —    | —    | —    | —    | 18.º | —    |
|         | Dauphiné Libéré      | —    | —    | —    | —    | —    | —    | 6.º  | —    | —    | —    | —    | —    | —    |
|         | Vuelta a Suiza       | —    | —    | —    | 3.º  | —    | 10.º | —    | —    | —    | —    | —    | —    | —    |

## Equipos
- CLAS-Cajastur (1990-1993)
- Mapei (1994-1995)
  - Mapei-CLAS (1994)
  - Mapei-GB (1995)
- Kelme (1996-2000)
  - Kelme-Artiach (1996)
  - Kelme-Costa Blanca-Eurosport (1997)
  - Kelme-Costa Blanca (1998-2000)
- Team Coast (2001-2002)